# Тік-Так
Тік-Так (англ. Tik-Tok) — механічна людина, персонаж із серії книг Л. Баума про казкову країну Оз. Літературознавці вважають його «прототипом робота» і одним із перших образів робота в художній літературі (поряд із «паровою людиною» — персонажем роману Едварда Елліса «Парова людина прерій» 1868 року), хоча сам термін «робот» з'явився лише 1920 року в п'єсі Карела Чапека «Р.У.Р.».

## Персонаж книг Л.Ф.Баума
Тік-Так (також Тік-Ток, іноді пишеться разом — Тікток) — механічна людина круглої форми, виготовлена з міді, працює завдяки дії заводних пружин, які треба регулярно заводити, подібно до механічної іграшки або механічного годинника. Його коліна і лікті нагадують лицарські обладунки. У Тік-Така є окремі механізми для мислення, мови і рухів, але він не в змозі самостійно завести жодного з них. Коли закінчується завод його механізмів, він зупиняється або, як в одному з епізодів «Дороги до країни Оз», продовжує говорити, але верзе тарабарщину. Коли він говорить, рухаються тільки його зуби. Манеру мови Тік-Така Баум передає як уривчасту: Доб-ро-го ран-ку, ма-лень-ка дів-чин-ко".
Як неодноразово згадується в творах за участю Тік-Така, він не живий і не відчуває ніяких емоцій, тому не може любити або бути коханим більше, ніж, наприклад, швейна машина, але як слуга людей він є правдивою і вірною істотою. Тік-Так представляється «рабом» Дороті Ґейл і всюди слідує за нею.
Тік-Така виготовили Горн і Припій у їхній майстерні в Королівстві Ев і він — єдиний примірник механічної людини. Король країни Ев, Евальд, купивши його у винахідників, назвав його Тік-Таком через звук, який він створював. Жорстокий король бив свого механічного слугу, але його удари не завдавали Тік-Таку болю і тільки полірували його мідний тулуб.
Тік-Так уперше з'являється в книзі «Озма з країни Оз» (1907), де Дороті Ґейл виявляє його замкненим у печері і знерухомленим, оскільки у нього давно скінчився завод. Після цього Тік-Так стає слугою і захисником Дороті, і, попри небезпеку знерухомлення в критичні моменти, допомагає Дороті і її друзям здолати короля гномів Руггедо.
Пізніше Баум опублікував коротке оповідання «Тік-Так і король гномів» у збірці Маленькі чарівні історії про країну Оз (1914). У цій історії король гномів Руггедо, обурений, що Тік-Так називає його «товстуном», розбиває Тік-Така на частини. Каліко таємно від короля складає Тік-Така. Потім Руггедо переробляє Тик-Така у вигляд привида, пофарбованого в білувато-сірий колір. Тік-Така показано також у восьмій книзі Л. Баума з циклу про країну Оз — «Тік-Так із країни Оз» (1914). У цій книзі, хоча Тік-Так і є головною дійовою особою, він зовсім не сприяє динаміці оповідання. Тік-Так також з'являється в більшості інших книг серії про країну Оз як знатний житель Смарагдового міста, найважливішу роль він відіграє в книзі Д. Ніла «Скелемобілі в Країні Оз» (1941), у якій Тік-Так виробляє скелемобілі.

## Образ у кіно, радіо- і театральних постановках
У німому фільмі 1908 року «Чарівна фея і радіоп'єси» роль Тік-Така виконав Воллес Іллінгтон. У мюзиклі Л. Баума 1913 року «Тік-Так — людина з країни Оз» (The Tik-Tok Man of Oz) роль Тік-Така виконав комік Джеймс Мортон. При цьому Тік-Так не з'являвся в жодному з фільмів, знятих кінокомпанією Л. Баума The Oz Film Manufacturing Company.
Тік-Так є одним з персонажів радіопостановки «День Подяки в країні Оз» 1980 року, його роль озвучує Джоан Гербер.

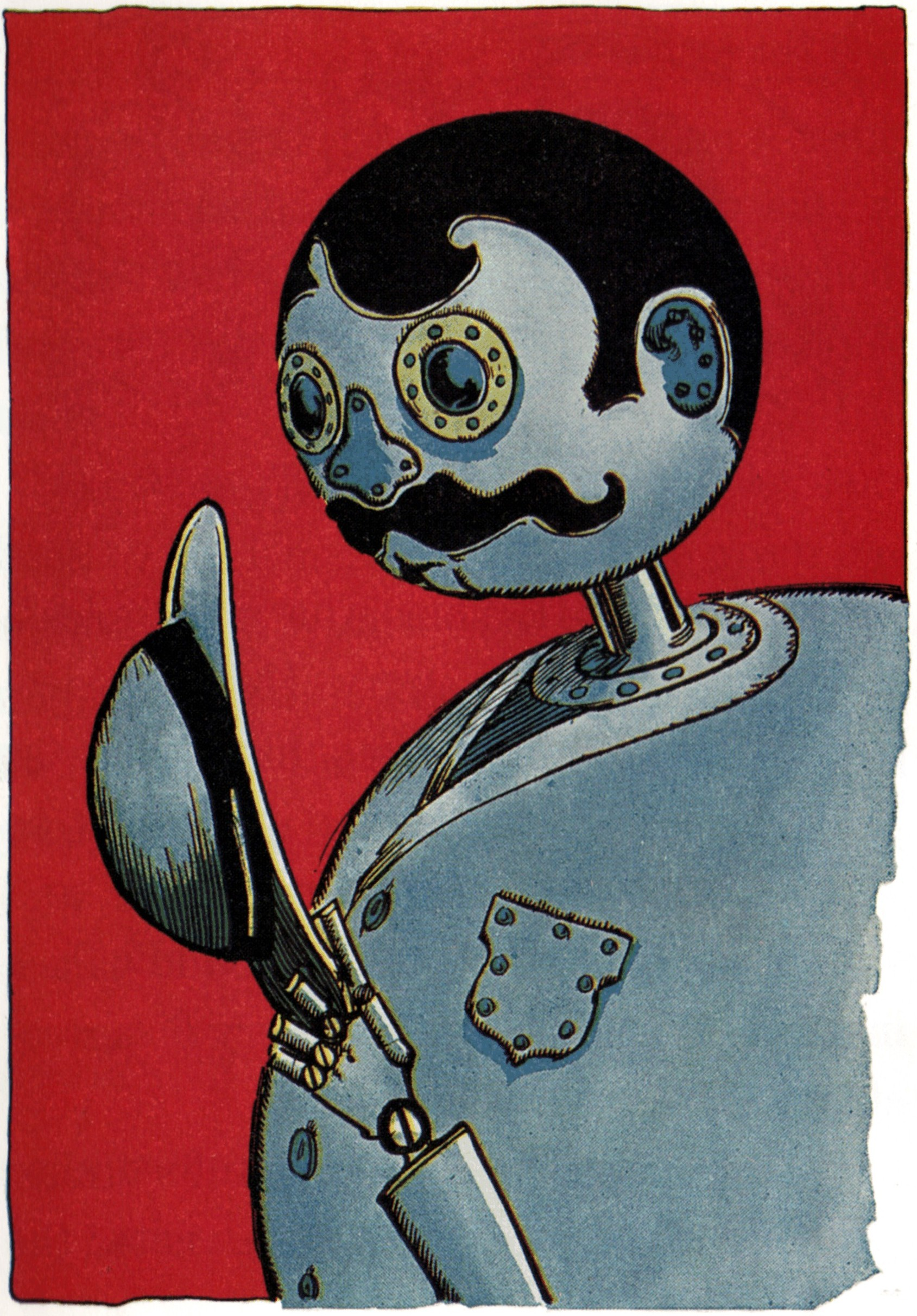
Зображення Тік-Така в книзі Маленькі чарівні історії про країну Оз, 1914

Тік-Так є одним з головних героїв фільму Walt Disney Pictures 1985 року «Повернення в країну Оз» — напівсиквелу фільму 1939 року студії MGM «Чарівник країни Оз». У цьому фільмі Тік-Така зображено з дуже товстими ногами і манерою говорити крізь вуса. Він являє в своїй особі всю королівську армію країни Оз, що надає його образу комічного звучання, зважаючи на нездатність Тік-Така самостійно заводити свої механізми. В інтерв'ю для проєкту Elstree режисер фільму Волтер Марч пояснив, що манеру поведінки Тік-Така під час знімання зображував акробат Майкл Сандін, який влазив у костюм Тік-Така і використовував рідкокристалічний дисплей, щоб стежити за власними рухами. За словами Марча, через спеку і фізичні навантаження від переміщень вгору-вниз Сандін не міг перебувати в костюмі Тік-Така більше двох з половиною хвилин. Озвучував Тік-Така Шон Барретт, а Тім Роуз керував головою Тік-Така.

## Використання образу в художній літературі для дорослих
У серії коміксів Стіва Алквіста 1990-х років «Команда країни Оз» у Тік-Тока відмовляє «внутрішня моральна пружина» і він починає чинити злочини, зокрема й сексуальні, хоча зовні дуже схожий на зображення, створене Джоном Нілом.
У романі Грегорі Магвайра «Зла» термін «тіктак» використовується як прикметник, що позначає будь-яку механічну або роботоподібну істоту. Персонаж мадам Моррібль має слугу «тіктака» зі власним ім'ям Громметік, чий опис відповідає опису Тік-Така в Баума. Є сильна підозра, що за наказом мадам Моррібль Громметік убив доктора Ділламонда. Хоча ця сюжетна лінія в романі не дуже розвинена, з тексту відомо, що Громметік стає незалежним, і, можливо, через відразу до того, що його змушували робити, намагається підняти повстання механічних слуг.
Американський фантаст Джон Слейдек у своєму творі 1983 року «Тік-Так» перетворює добродушного персонажа Баума на психотичного вбивцю.
У фантастичному романі Грегорі Бенфорда 1997 року «Страх Фундації», дію якого віднесено на десятки тисяч років у майбутнє, зображено групу роботів під назвою «tik-toks», які відповідають за керування роботою автоматизованих ферм на планеті Трентор. Основну сюжетну лінію в романі задає повстання «tik-toks» проти сил Галактичної імперії.

## У комп'ютерних іграх
Дизайн Тік-Така використано у відеогрі Epic Mickey 2 для змалювання образу Бітлворкса.